# Ullmann Móric (bankár, 1782–1847)
Szitányi Ullmann Móric, teljes nevén: Ullmann Móric János (Pozsony, 1782 – Pest, 1847. szeptember 15.) zsidó származású magyar nagykereskedő és bankár, a Pesti Magyar Kereskedelmi Bank alapítója és első igazgatója.

## Életpályája
Vagyonát gyapjú-, nyersbőr- és dohánykereskedéssel szerezte. Miután áttért a katolikus vallásra, 1825-ben nemességet kapott, és földbirtokokat is szerzett, majd 1826-ban nemesi előnevet kapott. 1841-ben létrehozta a Pesti Magyar Kereskedelmi Bankot, amelynek első elnöke, majd elnökhelyettese lett.
1844-ben a Széchenyi István, Kossuth Lajos, és Batthyány Lajos által vezetett Gyáralapító Társaság alaptőkéjének nagy részét bankján keresztül ő fedezte. 1846-ban a Rothschild-bankház bevonásával a Pesti Magyar Kereskedelmi Bank finanszírozta a Pest–Vác közötti vasút megépítését és a Központi Magyar Vasútvállalat megalapítását. A szabadságharc idején Kossuth Lajos nemzeti bank híján Ullmann Móric bankját szólította fel bankjegyek kibocsátására. A Kossuth-bankók forgalmazását így ez a bank látta el. Súlyos megrázkódtatást okozott a banknak, hogy a debreceni kormánynak nyújtott hitelért később kártérítés fizetésére kötelezték.